# رينيه كولونكو
رينيه كولونكو (بالألمانية: René Kolonko)‏ (مواليد 18 أغسطس 1981) هو سبّاح ألماني، مثّل بلاده في الألعاب الأولمبية الصيفية 2004.

## روابط خارجية
رينيه كولونكو على موقع الاتحاد الدولي للسباحة (الإنجليزية)
- رينيه كولونكو على موقع أوليمبيديا (الإنجليزية)